# Phlegetonia subocellata
Phlegetonia subocellata là một loài bướm đêm trong họ Noctuidae.